# Саландсе Гейвурлуґ (національний парк)
Національний парк Саландсе Гейвурлуґ — національний парк у нідерландській провінції Оверейсел, розташований між селищами Геллендорн і Голтен. У 2004 році уряд Нідерландів змінив статус території на Національний парк. Парком в основному керують Управління державного лісового господарства, Natuurmonumenten і водопровідна компанія Vitens. Крім того, до управління залучено кілька дрібних приватних власників, а також регіональні громади та зацікавлені сторони.
Національний парк повністю розташований на південь від N35 (Зволле-Алмело) і охоплює Харлерберг, Холтерберг, Ноцелерберг і Конінгсбелтен. Парк займає площу приблизно 35 квадратних кілометрів. Його найвищою точкою є Конінгбелт, що височіє на 75 метрів над Амстердамським ординаром (NAP).

## Пейзаж та історія

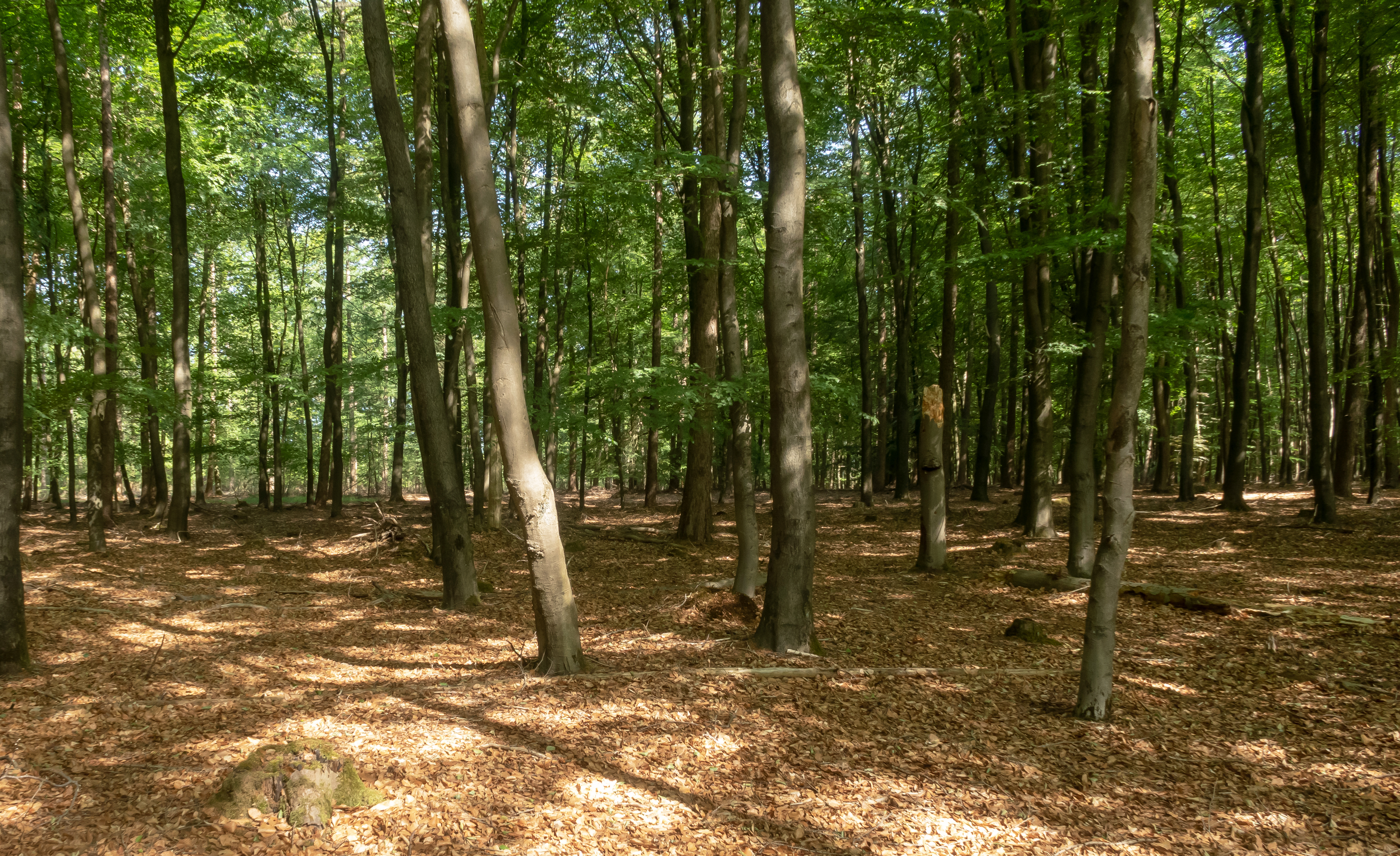
Дерева в Саландсі Гейвурлузі

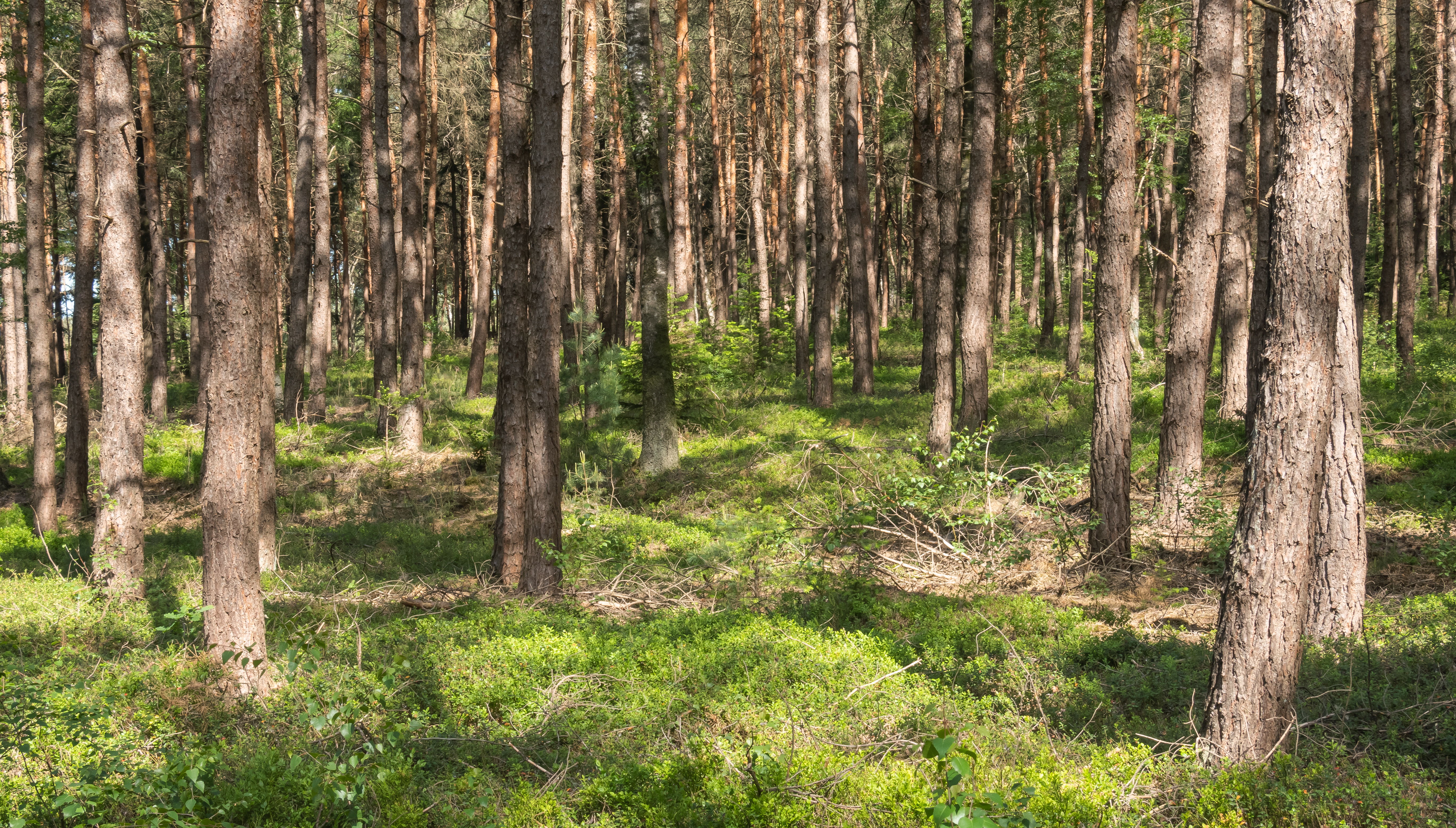
Дерева в Саландсі Гейвурлузі

Саландсе Гейвурлуґ — це морена, утворена під час передостаннього Дніпровського зледеніння 150 000 років тому. Під час голоцену почали розвиватися ліси, але після зростання людської популяції ці ліси були вирубані. Починаючи з середньовіччя, територія використовувалася для випасу овець і кіз, а верхній шар ґрунту видаляли, щоб використовувати його як добриво для полів. У цей період територія стала вереском через піщаний нанос. На початку 20-го століття держава розпочала програми лісового господарства, щоб запобігти цій ерозії та виробляти соснову деревину. Місцевість добре відома своїми пейзажами через відносно великі пустищі.

## Рослинність і тваринний світ

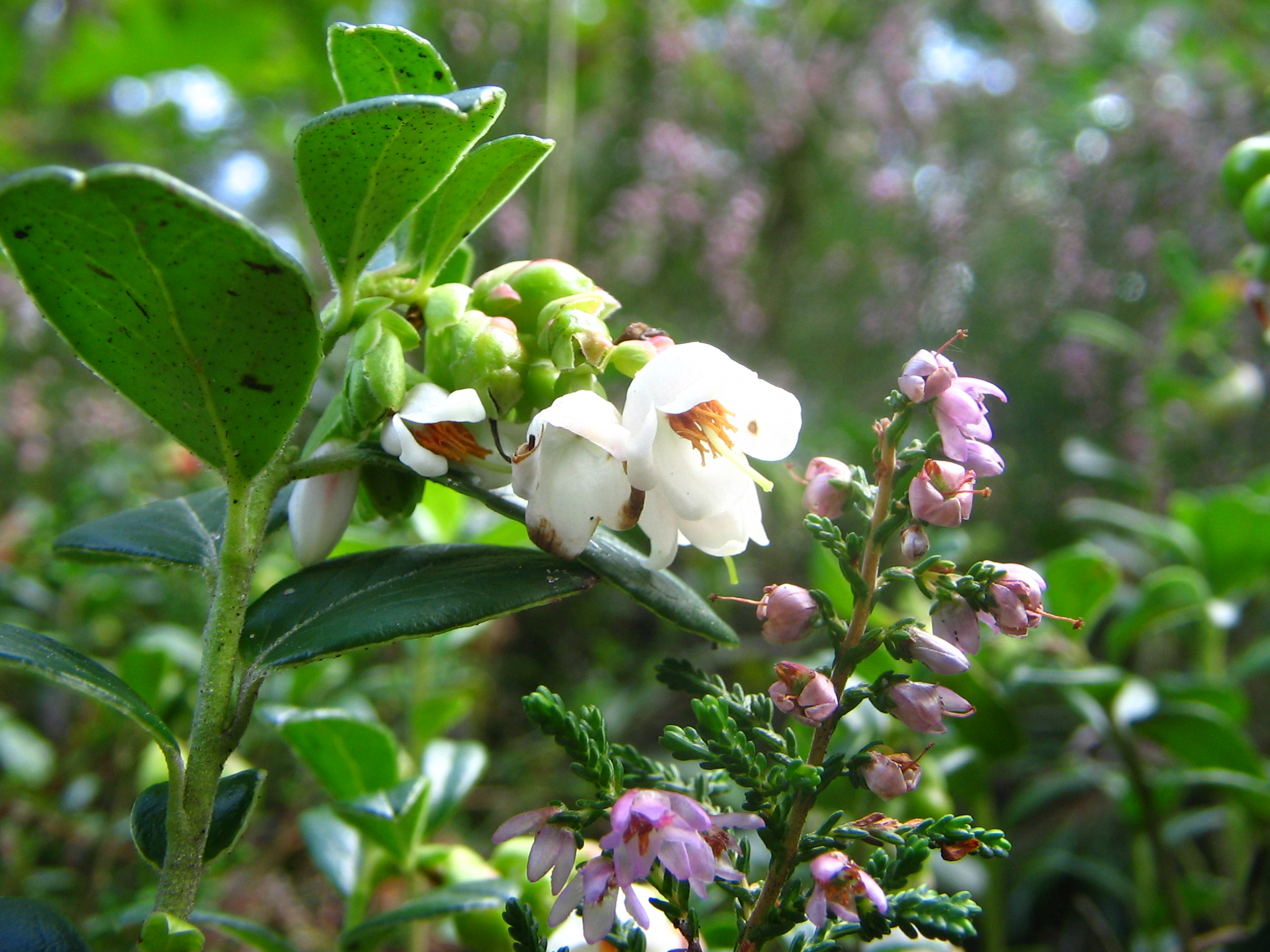
Брусниця або брусника (Vaccinium vitis-idaea)

Найбільш характерними рисами національного парку є рельєф і пустощі. Зарості журавлини у великій кількості. Ми також знаходимо останню голландську популяцію тетерева (Tetrao tetrix), дрімлюги звичайного (Caprimulgus europaeusnightjar) і кількох видів ящірок, таких як живородна ящірка (Zootoca vivipara).

## Управління
Керівництво району стикається з кількома серйозними проблемами. Однією з проблем є збереження вересу в його нинішньому стані та запобігання росту дерев і трав. Організації управління використовують для випасання овець і корів. Щоб уникнути занепокоєння, деякі частини парку закриті для відвідувачів, а дорога через парк закрита вночі.

## Огляд пам'яток
На Голтерберзі розташоване канадське військове кладовище Голтен, одне з найбільших військових кладовищ у Нідерландах, на якому поховані солдати, загиблі під час Другої світової війни. Комісія з військових поховань Співдружності підтримує могили канадських солдат, похованих на цьому кладовищі. Кладовище містить 1393 могили і доступне для відвідування.
У Твілгарі (на Нейвердалще Берзі) ви знайдете залишки старої цивілізації та кошару для овець, а також Меморіал трудового табору Твілгар. Цей меморіал було відкрито в жовтні 2003 року вздовж Палтгевег, Нейвердал. Меморіал присвячений чоловікам, перевезеним із цього табору в 1942 році до табору Вестерборк; майже всі вони були вбиті в Аушвіці.

## Навчання та відпочинок
У парку Стацбосбігір є центр для відвідувачів, у якому розташована громадська обсерваторія. Туристичний центр розташований у муніципалітеті Нейвердал уздовж N35. У центрі відвідувачів розміщено постійну інтерактивну виставку про історію Саландсе Гейвурлуґу. Для людей з обмеженими фізичними можливостями екскурсії доступні на електромобілях або кінному трамваї. Уздовж двокілометрової стежки, розташованої неподалік від центру відвідувачів, є численні розваги для дітей.
Парк містить численні прогулянкові, велосипедні, гірські велосипедні маршрути, а також маршрути для верхової їзди. Це важливий район для далеких прогулянок і велосипедних подорожей, тут є багато кемпінгів, ресторанів і готелів.
Поруч із Голтеном є музей природної історії Діорама природи Голтерберг.